# Clément Behn
Clément Hubert Marie Behn (Ninove, 3 augustus 1874 – aldaar, 27 januari 1960) was een Belgisch liberaal volksvertegenwoordiger, burgemeester en arts.

## Levensloop
Behn werd geboren als zoon van Hubert Behn (1847-1927) en Marie Van Den Bossche.
Hij volgde middelbaar onderwijs in Sint-Truiden, de geboorteplaats van zijn vader, en Doornik. Na zijn middelbare studie ging hij Geneeskunde studeren aan de Brusselse universiteit. Nadien volgde hij nog een specialisatiejaar in Parijs. Beroepshalve vestigde hij zich in zijn geboortestad als huisarts.
Hij begaf zich in de politieke actie toen hij in 1907 gemeenteraadslid en schepen van Ninove werd voor de liberale partij. In 1913 werd hij burgemeester en bleef dit tot hij in 1941 door de Duitsers werd afgezet en vervangen door oorlogsburgemeester Karel Dortant. Na de Bevrijding nam hij het ambt automatisch weer op (zijn afzetting was, zoals alle gelijkaardige, door de Belgische overheid niet erkend). In juni 1945 werd Behn ziek en trad toenmalig eerste schepen Omer Van Trimpont op als waarnemend burgemeester. Na de lokale verkiezingen van 1946 behaalde Van Trimpont met zijn socialistische partij de overwinning en volgde Behn officieel op als burgemeester. Behn was ook een tijd voorzitter van het COO, de voorloper van het OCMW, in Ninove.
In 1932 werd Behn liberaal volksvertegenwoordiger voor het arrondissement Aalst en zetelde tot in 1946.
Hij huwde in 1901 met Julia Vanham, met wie hij 2 kinderen had.